# Карен Бликсен
Карен Бликсен (дан. Karen Blixen; Рунгстед, 17. април 1885 — Рунгстед, 7. септембар 1962) била је данска је књижевница.
Најпознатија је по биографском роману Моја Африка, објављеном 1937. године. Према овом роману 1985. године снимљен је чувени истоимени филм Моја Африка, у режији Сиднија Полака са Мерил Стрип и Робертом Редфордом у главним улогама. Филм је освојио бројне награде, међу којима је чак седам Оскара. Своја дела објављивала је под псеудонимом Исак Динесен, а понекад и као Оцеола, Тања Бликсен, Питер Лолес и Пјер Ондрезел. Писала је на данском, француском и енглеском језику.
Осим што се бавила писањем, Карен Бликсен је била и сликарка, племкиња, власница плантаже кафе у Африци и једна од дванаесторо оснивача независне Данске академије.

## Биографија

### Детињство и младост
Карен Бликсен рођена је 17. априла 1885. године као Карен Кристенсе Динесен (дан. Karen Christenze Dinesen). Одрасла је у добростојећој грађанској породици у Рунгстеду, богатом приградском насељу у општини Хорсхолм (Hørsholm) на обали Ересунда. Детињство је провела, са још четворо браће и сестара, на имању Рунгстедлунд из 16. века. Када јој је било десет година њен отац, чија је била љубимица, је извршио самоубиство. Никада се није сазнало зашто је један успешан човек — официр, земљопоседник, политичар и писац то учинио. О деци су наставиле да брину мајка, бака и тетка, али велики губитак осећао се у породици несмањеном јачином.
Још као сасвим млада девојка много је читала и писала драме и приче. По узору на оца, одлучила је да студира уметност у Копенхагену, Паризу и Риму, али студије није завршила. Тада се заљубила у свог даљег рођака, али јој љубав није била узвраћена. Запала је у депресију, праћену одбијањем хране и анорексијом. Због тога се 1914. године удала барона Брора Бликсена, брата близанца своје велике љубави. Тим браком из рачуна постала је бароница Карен фон Бликсен. Пошто је с мужем делила једино пустоловни дух, напустили су Данску и отпутовали у источну Африку, у Кенију, с намером да држе плантажу кафе.

### Боравак у Африци
Већ у првој години брака сазнала је да је од неверног мужа добила сифилис. С надом у оздрављење окренула се откривању лепота Африке. Спријатељила се са својим слугом Фарахом и наставила да упознаје остале надничаре и њихову децу. Подучавала их је и лечила, како је знала и умела, а они су јој одговарали љубављу и поверењем и чак су је позивали на своје обредне свечаности. Године 1921. развела се од мужа, али је остала на плантажи још десет година, верујући да ће њен труд почети да даје резултате. Међутим, сам положај плантаже, која се налазила на 2.000 м надморске висине, није био погодан за гајење кафе, а уз то су се надовезивале године суше, слабих приноса и најезде скакаваца. Упркос болести, која је почела да оставља последице, није посустајала. У кући на фарми чувала је два хрта, роду, јато гусака, а чак је успела да припитоми и антилопе, које су јој сваког јутра долазиле до кућног прага. У томе је видела знак афричког пријатељства, што је убедило да је нашла дом.
Суочена с новчаним неприликама, Карен је трагала за неким спасоносним решењем и у међувремену почела да пише књигу. Њени надничари схватили су да је то последњи покушај да се спаси плантажа, па су је подржавали у раду, али је ова ипак пропала. У међувремену упознала је афричког пустолова Дениса Финча Хатона. Показало се да јој је овај енглески војни пилот и племић на духовном плану равноправан. На фарму је долазио између два сафарија, а у кући је држао своје књиге и грамофон. Карен се трудила да у његовом друштву буде што занимљивија, па је почела да измишља бескрајне приче. Њену способност приповедања осећали су и домороци, који су је терали да их забавља. Касније, кад је писањем почела да се бави професионално, себе је називала врачаром која држи конце судбине у својим причама. Карен је желела да своју љубав крунише браком и има дете, али се испоставило да Денис није пристајао ни на какву одговорност. Године 1931. плантажа је пропала, а Денисов авион се срушио и он је погинуо. Суочена са свим тим губицима Карен се вратила у Данску.

### Повратак у Европу
У то време своју тешку болест, сифилис, покушавала је да излечи новим начинима. Успевала је да се избори за мирна раздобља у којима је путовала и виђала се са познатим људима. Привлачила је пажњу својим необичним одевањем и наступом. У четрдесет шестој години узела је псеудоним Исак (онај који се смеје или „божија шала”, како се назива прворођено дете у позним годинама) и своје девојачко презиме Динесен под којим је почела да објављује своја књижевна дела. Године 19343. објавила је књигу Седам готских прича, 1937. роман Моја Африка. Роман је написала на енглеском језику, а затим га превела и на дански. Књига је доживела огроман успех, а бароница је као Исак Динесен постала позната у целом свету. Кад су је касније нашли као правог аутора и питали зашто се крила под лажним именом, одговорила је да је морала јер је све што је написала исувише аутобиографско и лично.
Године 1939. Карен је отпутовала у Немачку да пише о Трећем рајху, али је избегавала Хитлерове почасти. Њено политичко ангажовање личило је на позу, што се потврдило у игри истине. На питање с ким би волела да проведе ноћ, одговорила је: „Са Стаљином. Не зна се шта би тај све могао да уради.” Тих година упознала је групу младих писаца који су се окупљали око часописа Јеретика и завела је једног од њих, Торнвалда Бјорнвига, тридесет година млађег од себе. Са овим песником, који је имао жену и дете, ушла је у снажну платонску и „телепатску” везу. Потписали су пакт који су назвали „лудило удвоје” којим су се обавезивали на вечну верност и постали сведоци застрашујућих парапсихолошких тренутака. Ова необична веза трајала је четири године, све док Бјорнвигова жена није покушала да изврши самоубиство. После тог догађаја њихова веза се распала, а Карен је утеху нашла у писању прича. Двадесет пет година после смрти Карен Бликсен Бјорнвиг је написао књигу Пакт, у којој је обелоданио тајну ове необичне везе.
За време нацистичке окупације Данске Карен Бликсен је 1944. године, под псеудонимом Пјер Ондрезел (Pierre Andrézel), објавила роман Путеви освете, хорор причу са јасним алузијама на окупацију домовине. После рата вратила се на друштвену сцену и убрзо је од савременог класика израсла у мит. Већ тада постала је толико мршава да је личила на сенку, па су њен модни стил описивали као „мртвачки шик”. Слику егзотичне чудакиње употпуњавала је разним изјавама, међу којима су оне да је стара три хиљаде година, да је вечеравала са Сократом или да обожава палог анђела Луцифера. Прихватила је позив да на радију води низ емисија у којима је сама бирала теме. Говорила је о феминизму и еманципацији и при том се борила за равноправност жена, али није устајала против мушкараца. Вратила се на породично имање да живи са својом мајком. Због узнапредовале болести трпела је тешке операције након којих се једва кретала. Иако је намеравала да још једном отпутује у вољену Африку, није успела. Уместо тога, посетила је Рим, а 1959. и Америку, у којој је одржала низ предавања. Док је казивала своје приче, њујоршки студенти слушали су је с дивљењем и доживљавали као праву сензацију. Током те посете била је у гостима код Мерилин Монро и њеног супруга Артура Милера. Причало се да су две жене, које су умрле као митови, обе исте године, одиграле валцер на столу.

### Последње године и смрт
У последњим годинама живота брат ју је саветовао да се окрене католичкој вери, али она то није учинила, мада је једном приликом ишла у Рим, на пријем код папе. Није клонула духом ни кад јој је измакла Нобелова награда, за коју се нашла у најужем кругу кандидата. Наставила је да пише, диктирајући текстове својој сарадници Клари Свендсон, а затим их је прерађивала. Тако су настале књиге Анегдоте судбине, Последње приче, Сенке у трави, Еренгард и друге.
Када је наследила кућу на имању Рунгстедлунд, одлучила је да је претвори у музеј који ће се после њене смрти издржавати новцем од ауторских права. Током реновирања куће боравила је у хотелу. Због болести је морала да користи амфетамине, па је ослабила преко сваке мере. Кад су радови завршени била је већ толико изнемогла да су је уносили на забаве које је приређивала. Одевена у Пјероов костим од белог сатена, изгледала је као „сабласт на гозби”, али се ипак храбро држала. Гости на забавама били су јој, између осталих, Олдос Хаксли и Тимоти Лири.
Карен Бликсен умрла је у сну, 7. септембра 1962. године. Претходне вечери, док је слушала класичну музику и играла друштвене игре, пала је у кому из које се није пробудила. Кућу је оставила као задужбину за своја дела и птице, које је као симболе слободе обожавала.

## Књижевни рад
Баронеса Карен фон Бликсен своја дела писала је под псеудонимом Исак Динесен, Оцеола, Тања Бликсен, Питер Лолес и Пјер Ондрезел. Писала је на данском, француском и енглеском језику. Њена најпознатија дела су романи Моја Африка и Бабетина гозба. Оба романа су екранизована. Филм Моја Африка је вишеструко награђиван, између осталог и са седам Оскара, док је Бабетина гозба добила Оскара за најбољи дугометражни филм на страном језику. У Данској је позната и по збирци Седам готских прича.
Многи историчари књижевности нису ради да стваралаштво Карен Бликсен сврстају у неки одређени правац, мада се сматра да је најближе неоромантизму. Она свесно пише готско романтичарским стилом и радња у већини њених дела одвија се у деветнаестом веку. Критичари се углавном слажу око става да је њен стил шармантан и заводљив. Међутим, полемике настају око вредности њеног дела. док једни сматрају да се на шарну све и завршава, други тврде да се испод те површине крије веома сложена структура. О овом питању написане су бројне књижевне студије. Други квалитет њеног дела, око кога нема спорења, свакако је чињеница да је Карен Бликсен изванредан приповедач.

## Награде и признања
Карен Бликсен је за свој књижевни рад добила више значајних светских признања. Неколико пута номинована је за Нобелову награду, али је никада није добила. Петер Енглунд, секретар Шведске Академије, описао је као грешку што је није добила 1930. Тридесетак година касније, 1961. године била је на трећем месту, иза Грејема Грина, а награду је тада добио Иво Андрић.